# نسر جوز النخيل
نسر جوز النخيل أو نسر السمك العقابي (الإسم العلمي 
Gypohierax angolensis)(بالإنجليزيةPalm-nut vulture) هو من نسور العالم القديم و ينتمي إلى فصيلة البازية موطنه في أفريقيا جنوب الصحراء.

## الوصف
نسر جوز النخيل صغير الحجم حيث يبلغ وزنه من 1.3 إلى 1.7 كجم وطوله 60 سم و باع جناحيه 150 سم ، يعتبر هذا أصغر فرد من نسور العالم القديم, ريش هذا النسر أبيض و له مناطق السوداء في أجنحته وذيله و عكس أغلب النسور هذا النسر لديه ريش في رأسه و لكن لديه منطقة عارية من الريش حول عينيه و يكون لونها أحمر,و الذكور و الإناث متطابقان في المظهر ، حيث تكون الأنثى بنفس حجم الذكر.

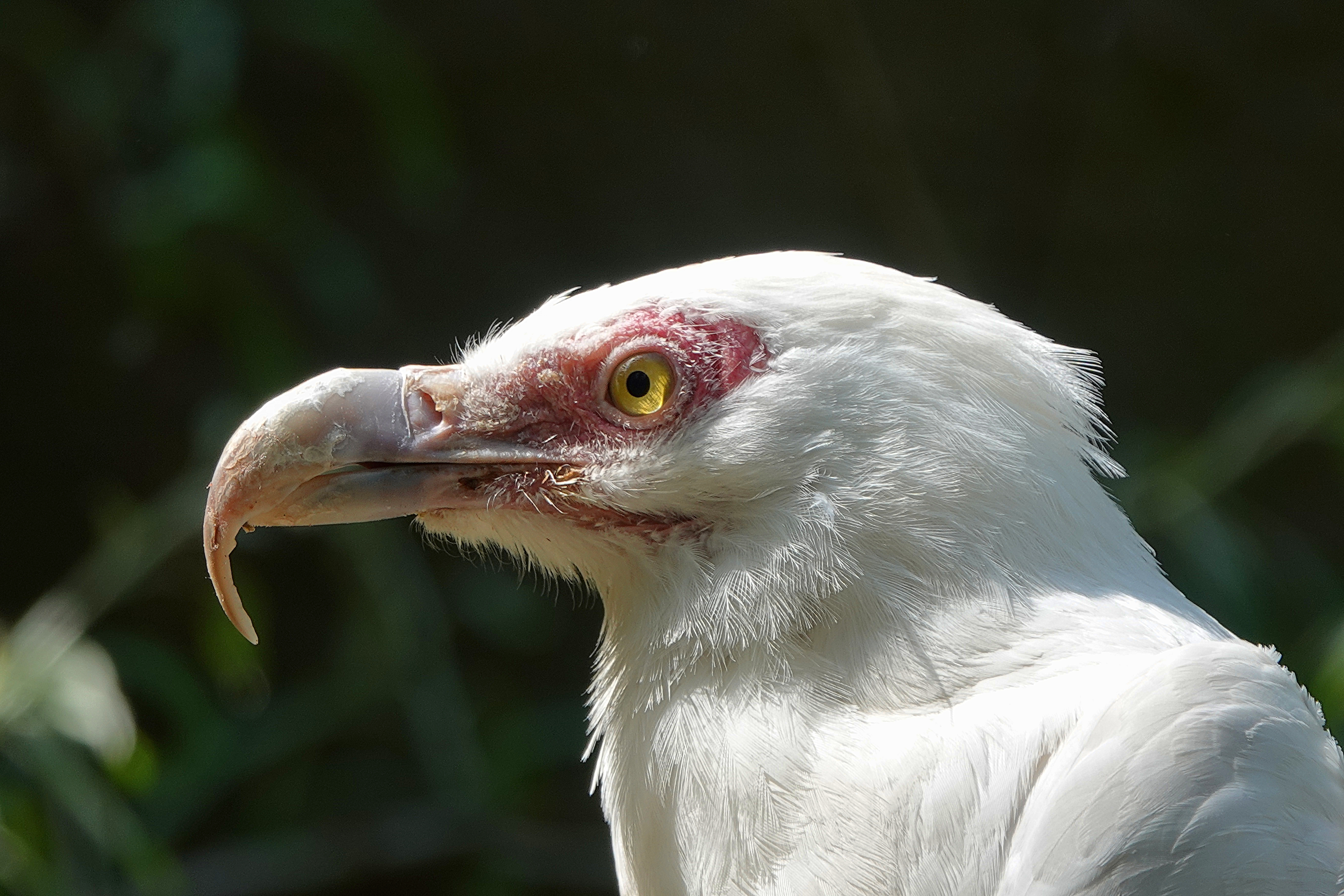
وجه نسر جوز النخيل

تكون الطيور اليافعة ذات لون بني في الغالب مع أجنحة سوداء جزئيًا و لديها مناطق خالية من الريش في رأسها حول كل عين و لونها أصفر وتستغرق فترة من ثلاث إلى أربع سنوات لتبلغ و تحصل على ريش البالغين.

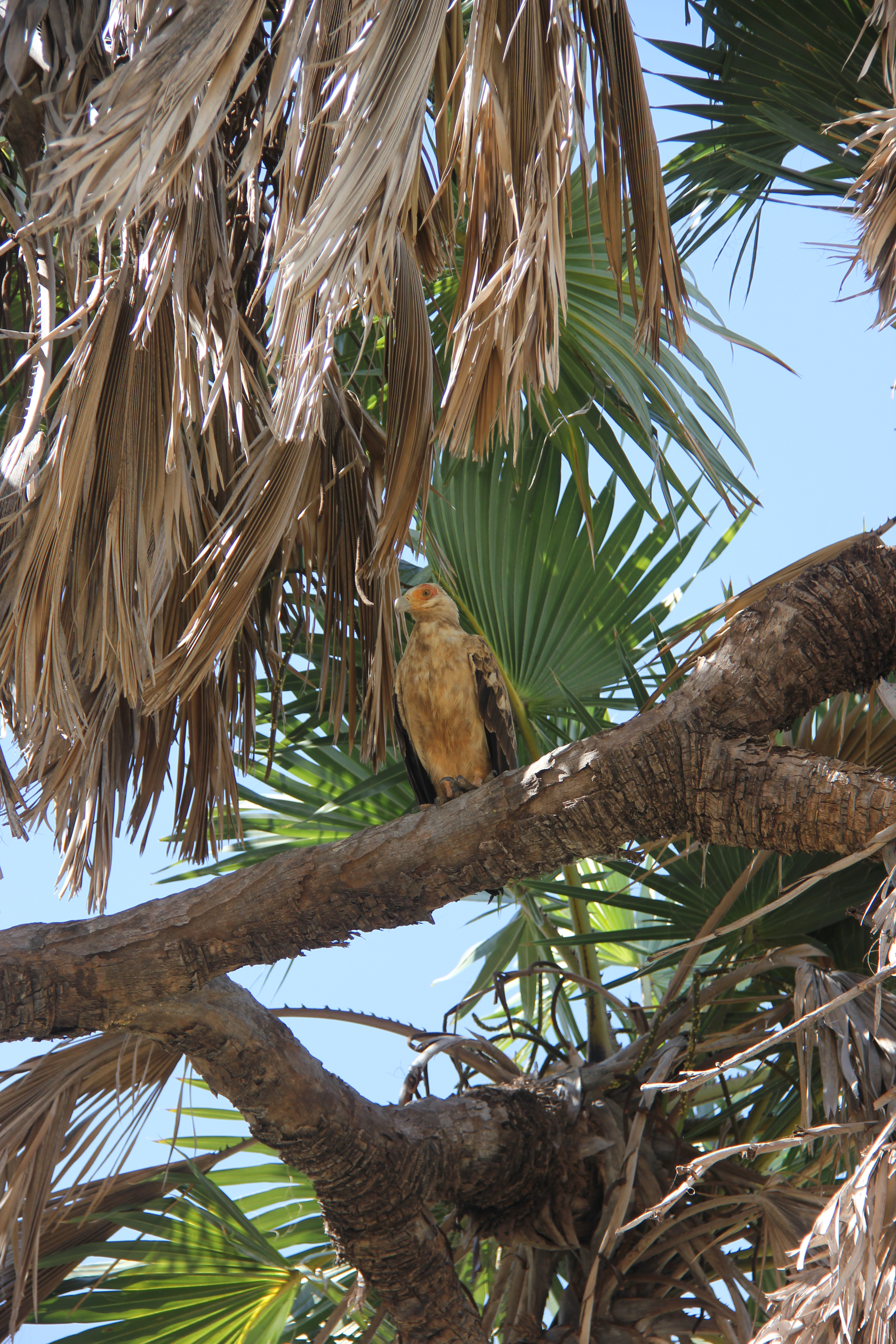
نسر جوز النخيل اليافع

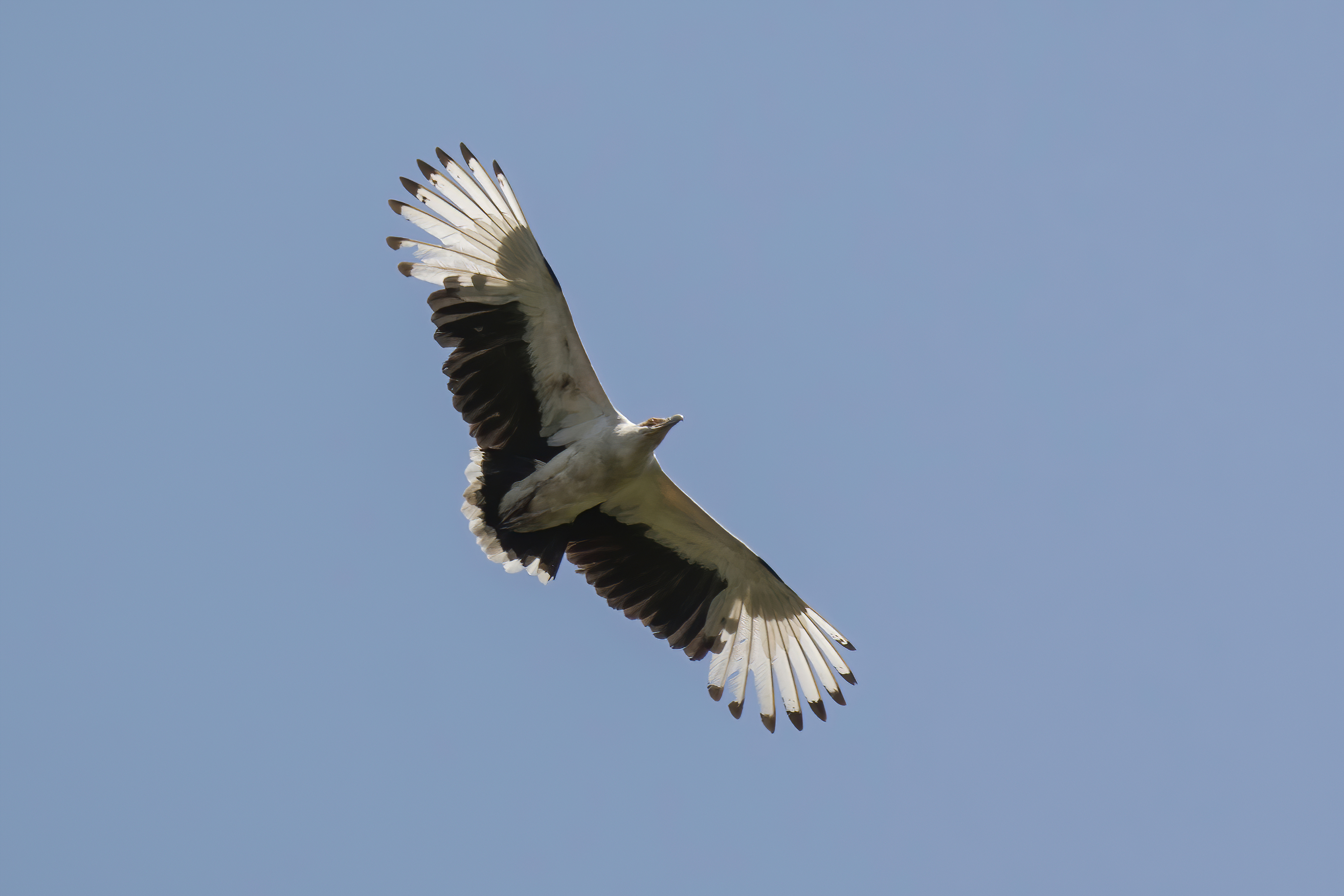
أثناء الطيران يشبه هذا النوع طائر العقاب أكثر من نسور المعتادة لهذا قد يخلط البعض بينه و بين العقاب أحيانا.

## الموطن و الإنتشار
يوجد نسر جوز النخيل في الغابات و والسافانا خصوصا في المسطحات المائية عبر أفريقيا جنوب الصحراء ،و يتزامن إنتشاره بصفة خاصة في بساتين زيت النخيل ويمكن رؤيته بالقرب من المناطق السكنية ، حتى في مروج الفنادق الكبيرة في المناطق السياحية في بلدان مثل غامبيا .

## الغذاء
على غير العادة بالنسبة للطيور الجارحة، يتغذى نسر جوز النخيل بشكل عام على ثمار نخيل الزيت وعلى ثمار نخيل الرافية. تشكل هذه الفاكهة أكثر من 60٪ من النظام الغذائي للطيور البالغة وأكثر من 90٪ من النظام الغذائي للطيور اليافعة و هذا ما أكسبه إسمه الحالي. كما تتغذى على السلطعون و الرخويات والضفادع والأسماك والجراد والثدييات الصغيرة وحتى الزواحف و بيضها ، و لكنها مثل جميع النسور تتغذى على الجيف أيضا.

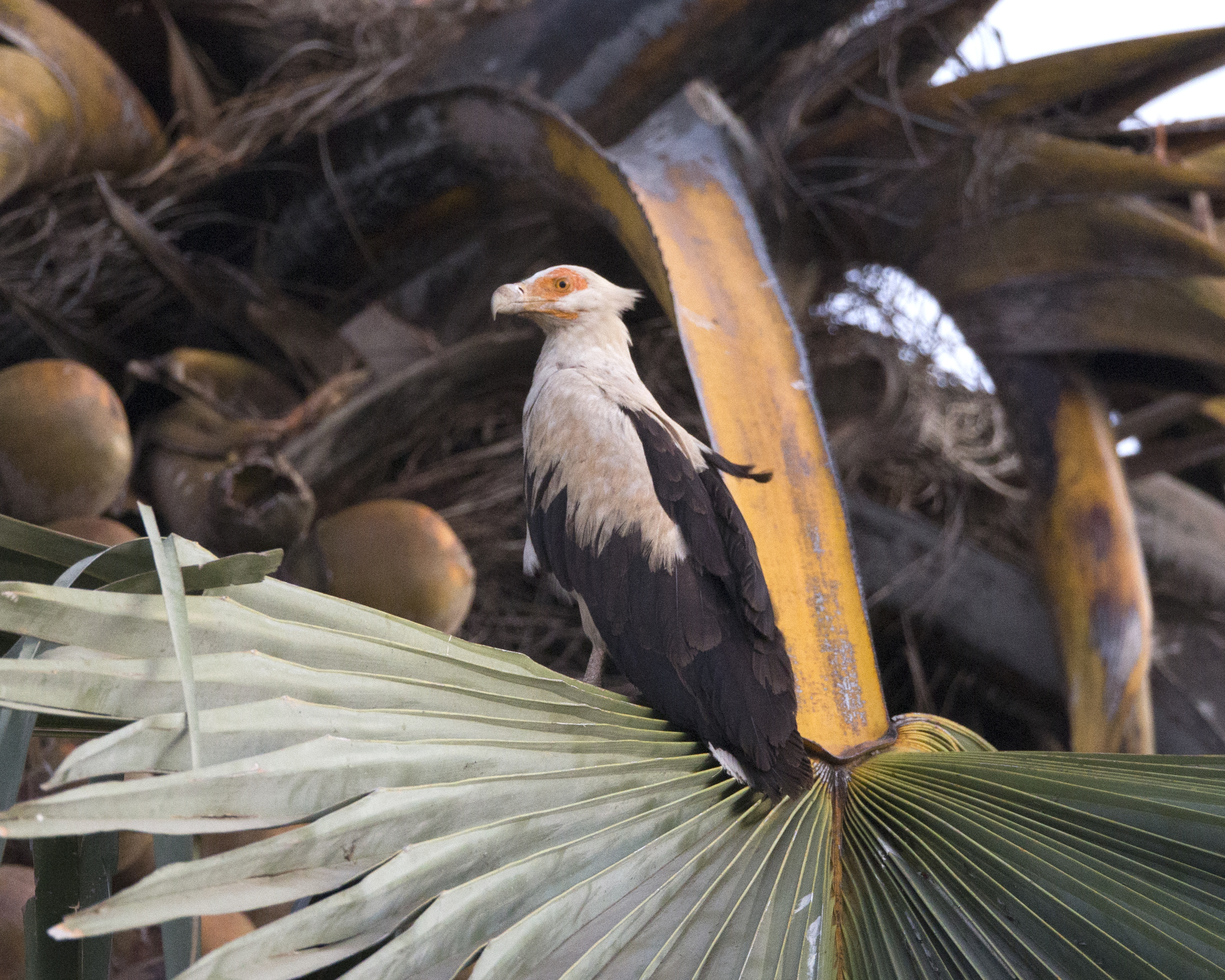
نسر جوز النخيل و هو جاثم على نخلة مثمرة

## التكاثر و التعشيش
تقوم أزواج نسر جوز النخيل ببناء أعشاش كبيرة في أعالي الأشجار العالية، تقوم أزواج ببناء عش عند قاعدة سعف النخيل. في بداية موسم التكاثر ، تحلق الأزواج معًا في عرض جوي حيث تقوم بألعاب بهلوانية مثل الغوص في الهواء ، وهي ألعاب بهلوانية أكثر بكثير من معظم النسور، يتم وضع بيضة واحدة يحتضنها كلا الوالدين، على مدى 30 إلى 42 يوما. بعد الفقض بحوالي 85 إلى 90 يوم سوف تقوم الفراخ اليافعة بتعلم الطيران.

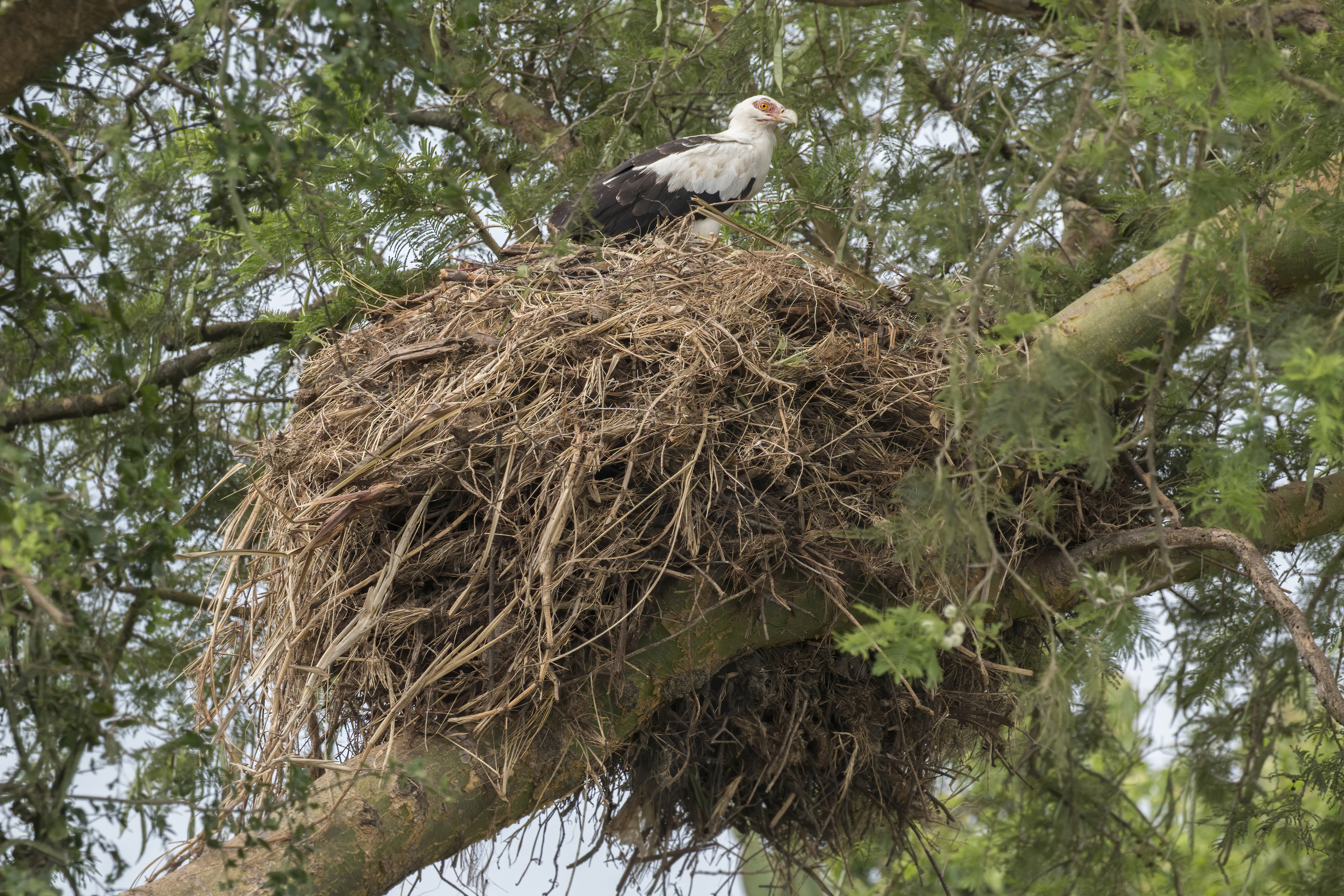
نسر جوز النخيل في عشه

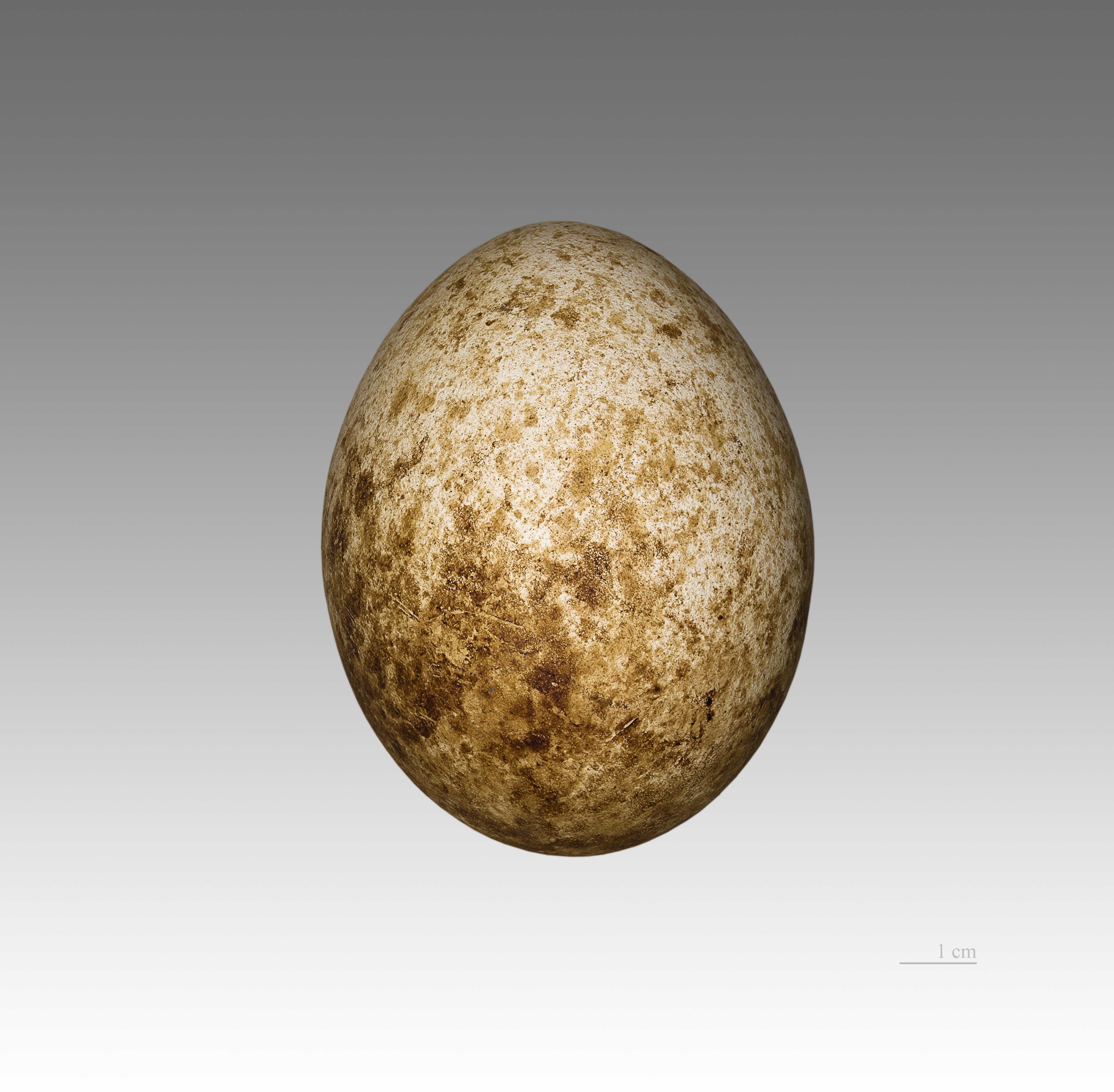
بيضة نسر جوز النخيل